# Günter Harloff
Günter Harloff (* 4. Mai 1928 in Berlin; † 28. Oktober 1993 ebenda) war ein deutscher Politiker (SPD).
Günter Harloff schloss die Mittlere Reife ab und machte eine kaufmännische Lehre. Er studierte anschließend an der Fachschule für Industriekaufleute und wurde kaufmännischer Angestellter und Kundenberater. 1955 trat er der SPD bei. Harloff rückte 1964 in die Bezirksverordnetenversammlung im Bezirk Tempelhof nach. Bei der Berliner Wahl 1971 wurde er in das Abgeordnetenhaus von Berlin gewählt, 1979 schied er aus dem Parlament aus.